# 網走郡
網走郡（日语：／ Abashiri gun */?）為日本北海道鄂霍次克綜合振興局的郡，位於鄂霍次克綜合振興局東南部。

## 轄區
轄區包含3町：
- 大空町
- 美幌町
- 津別町

## 沿革

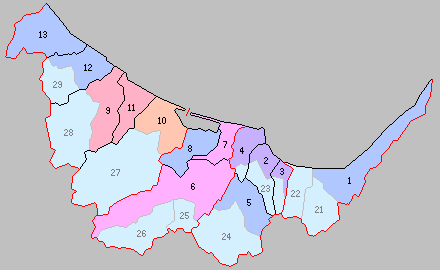
北海道一・二級町村制施行時網走郡下辖町村（2.網走町 3.藻琴村 4.能取村 5.美幌村 紫：網走市 水色：分立或合并现存町村 23.大空町 24.津别村）

- 1869年8月15日：北海道設置11國86郡，北見國網走郡成立。
- 1881年7月：釧路國網尻郡被併入。
- 1897年11月：北海道實施支廳制，北見國網走郡隸屬網走支廳之管轄，此時網走郡下轄網走村、北見町、勇仁村、新栗履村、能取村、最寄村、娜寄村、濤沸村、藻琴村、杵端邊村、古梅村、美幌村、活汲村、達媚村、飜木禽村。[1]（1町14村）
- 1902年4月1日：（1町8村）
  - 網走村、北見町、勇仁村、新栗履村合併為網走町，並成為北海道二級町。
  - 能取村、最寄村合併為能取村，娜寄村、濤沸村、藻琴村合併為藻琴村，兩村同時成為北海道二級村。
- 1915年4月1日：（1町1村）
  - 能取村和藻琴村併入網走町，網走町並成為北海道一級町。
  - 杵端邊村、古梅村、美幌村、活汲村、達媚村、飜木禽村合併為美幌村，並成為北海道二級村。
- 1919年4月1日：美幌村的旧活汲村、达媚村、飜木禽村分村设置津別村。（1町2村）
- 1921年4月1日：網走町的舊網走村區域分村設置女滿別村。（1町3村）
- 1923年4月1日：美幌村改制為美幌町。（2町2村）
- 1943年4月1日：津別村成為北海道一級村。
- 1943年6月1日：北海道一級二級町村制廢止，女滿別村改為內務省指定村。
- 1946年9月10日：津別村改制為津別町。（3町1村）
- 1946年10月5日：指定町村制廢止。
- 1947年2月11日：網走町的舊藻琴村部份區域分村為東藻琴村。同時網走町改制為網走市，脫離網走郡之管轄。（2町2村）
- 1951年4月1日：女滿別村改制為女滿別町。（3町1村）
- 2006年3月31日：女滿別町和東藻琴村合併為大空町。（3町）